# Harrisia ‘Jusbertii’
Harrisia ‘Jusbertii’ ist ein Cultivar in der Gattung Harrisia aus der Familie der Kakteengewächse (Cactaceae).

## Beschreibung
Harrisia ‘Jusbertii’ wächst anlehnend aufrecht und ist wenig verzweigt. Die dunkelgrünen Triebe weisen Durchmesser von 4 bis 6 Zentimeter auf. Es sind sechs flache Rippen vorhanden. Die 1 bis 2 Zentimeter auseinanderstehenden Areolen sind anfangs gelbfilzig und später graufilzig. Aus ihnen entspringen anfangs rot bis rotbraune Dornen, die später dunkelbraun bis fast schwarz werden. Der einzelne kräftige, kegelförmige Mitteldorn ist bis zu 6 Millimeter lang. Die etwa sieben kräftig kegelförmigen Randdornen erreichen eine Länge von bis zu 4 Millimeter. Die oberen beiden von ihnen sind am längsten.
Die schlank trichterförmigen Blüten erreichen eine Länge von bis zu 18 Zentimeter.  Die mehr oder weniger kugelförmigen Früchte sind rot.

## Systematik
Synonyme von Harrisia ‘Jusbertii’ sind Cereus jusbertii Rebut ex K.Schum. (1898), Eriocereus jusbertii (Rebut ex K.Schum.) Riccob. (1909), Harrisia jusbertii (Rebut ex K.Schum.) Borg (1937), × Harrisinopsis jusbertii (Rebut ex K.Schum.) P.V.Heath (1992) und × Eriocereopsis jusbertii (Rebut ex K.Schum.) Doweld (2002). 
Harrisia ‘Jusbertii’ wurde noch nie in der Natur gefunden. Es gibt Spekulationen darüber, dass es sich bei der Pflanze um eine Hybride zwischen einer Art von Harrisia mit einer Art von Echinopsis handeln könnte. Dann wäre der korrekte Name × Harrisinopsis jusbertii (Rebut ex K.Schum.) P.V.Heath. Andere Autoren gehen davon aus, dass es sich bei dieser Form um eine Chimäre handelt.

## Nutzung
Harrisia ‘Jusbertii’ wird häufig als Unterlage zum Pfropfen verwendet.

## Nachweise
- Edward F. Anderson: Das große Kakteen-Lexikon. Eugen Ulmer KG, Stuttgart 2005, ISBN 3-8001-4573-1, S. 337.